# 婆羅洲方尾鯰
婆羅洲方尾鯰，為輻鰭魚綱鯰形目粒鯰科的其中一種，為熱帶淡水魚，分布於亞洲印尼婆羅洲淡水流域，體長可達12.2公分，棲息在底層水域，生活習性不明。